# مایلز پلاملی
مایلز پلاملی (انگلیسی: Miles Plumlee؛ زادهٔ ۱ سپتامبر ۱۹۸۸) بازیکن بسکتبال اهل ایالات متحده آمریکا است.
از باشگاه‌هایی که در آن بازی کرده‌است می‌توان به ایندیانا پیسرز، بسکتبال مردان دوک بلو دولز، فینیکس سانز، و میلواکی باکس اشاره کرد.